# Onomácrito
Onomácrito (em grego:  Ὀνομάκριτος; c. 530 – c. 480 a.C.) foi um cremólogo grego, ou compilador de oráculos, que vivia na corte do tirano Pisístrato em Atenas. Diz-se que ele preparou uma edição dos poemas homéricos e foi um colecionador diligente, bem como falsificador de oráculos e poemas antigos.

## Segundo Heródoto
Heródoto relata que Onomácrito foi contratado por Pisístrato para compilar os oráculos de Museu, mas que Onomácrito inseriu suas próprias falsificações que foram detectadas por Laso de Hermíone. Como resultado, Onomácrito foi banido de Atenas pelo filho de Pisístrato, Hiparco. Após a fuga dos pisistrátidas para a Pérsia, Onomácrito reconciliou-se com eles. De acordo com Heródoto, Onomácrito induziu Xerxes I, o Rei da Pérsia, por suas respostas oraculares, a decidir sobre sua guerra com a Grécia.

## Segundo Pausânias
Pausânias atribui a Onomácrito certos poemas forjados com o nome de Museu. Ao explicar a presença do Titã Ânito em Licosura, ele diz que "De Homero o nome dos Titãs foi tirado por Onomácrito, que nas orgias que ele compôs para Dioniso fez dos Titãs os autores dos sofrimentos do deus". Portanto, Onomácrito é responsável por inventar um aspecto importante da mitologia sobre os Titãs.

## Segundo Thomas Taylor
A seguir estão as observações de Thomas Taylor sobre as obras de Orfeu supostamente forjadas por Onomácrito:
Em último lugar, é necessário falar do autor destes Hinos [Órficos], e além das evidências já aduzidas de sua genuína antiguidade, para reivindicá-los contra aqueles que afirmam que eles são espúrios, e não foram escritos por Orfeu, mas ou por Onomácrito, ou algum poeta que viveu no declínio e queda do Império Romano. E primeiro, com respeito ao dialeto desses Hinos, Gesner observa “que não deve haver objeção à sua antiguidade, pois, embora de acordo com Jâmblico, o trácio Orfeu, que é mais antigo do que os nobres poetas Homero e Hesíodo, usava o dialeto dórico; no entanto, o ateniense Onomácrito, que de acordo com a opinião geral da antiguidade é o autor de todas as obras agora existentes atribuídas a Orfeu, poderia, preservando as frases e uma grande parte das palavras, apenas mudar o dialeto e ensinar o antigo Orfeu falar homericamente, ou como posso dizer solonicamente; ou poderia adicionar ou retirar arbitrariamente o que julgava adequado, o que, como somos informados por Heródoto, era sua prática com relação aos oráculos". Gesner acrescenta “que não lhe parece provável que Onomácrito se atrevesse a inventar tudo o que escreveu, já que Orfeu deve necessariamente, naquela época, ter sido muito celebrado, e uma grande variedade de seus versos deve ter estado em circulação". E ele conclui observando "que a objeção do dialeto dórico não deveria ter mais peso contra a antiguidade das obras presentes do que as letras pelágicas, que Orfeu, de acordo com Diodoro Sículo, usou".

Nesse trecho, Gesner certamente está correto ao afirmar que Onomácrito não ousaria inventar tudo o que escreveu e depois publicá-lo como Órfico; mas acrescento que é irracional ao extremo supor que ele, no mínimo, interpolou ou alterou as obras genuínas de Orfeu, embora pudesse mudar o dialeto em que foram originalmente escritas. Pois é de se supor que os Hinos Órficos teriam sido usados nos mistérios de Elêusis, como já demonstramos, se fossem produções espúrias; ou que a fraude não teria sido descoberta há muito tempo por alguns dos muitos homens eruditos e sábios que vieram após Onomácrito; e que a detecção desta fraude não teria sido transmitida de forma a atingir os tempos atuais? Ou, de fato, é provável que tal falsificação pudesse ter existido, em um período em que outros eruditos, assim como Onomácrito, tinham acesso aos escritos genuínos de Orfeu e eram igualmente capazes de transformá-los de um dialeto em outro? Mesmo em um período tardio da antiguidade, qualquer homem que esteja familiarizado com os escritos de Proclo, Hérmias e Olímpio, por um momento acreditará que homens de tal erudição, profundidade e sagacidade teriam nos transmitido tantos versos como órficos, embora não no dialeto dórico, quando ao mesmo tempo eram produções de Onomácrito? Penso, portanto, poder concluir com segurança que, embora Onomácrito tenha alterado o dialeto, ele nada acrescentou ou diminuiu, ou em qualquer aspecto adulterou as obras de Orfeu; pois é impossível que ele tivesse cometido tal fraude sem ser finalmente ou imediatamente detectado.

No que diz respeito àqueles que afirmam que as obras atualmente existentes sob o nome de Orfeu foram escritas durante o declínio e queda do Império Romano, acredito que todo leitor inteligente considerará quase desnecessário dizer, na refutação de tal opinião, que é um insulto à compreensão de todos os homens célebres daquele período, por quem esses escritos foram citados como produções genuínas, e particularmente para aqueles que estão entre os mais eruditos, os mais sagazes e os mais sábios da humanidade.